# Liste der Kulturdenkmale in Wülperode
In der Liste der Kulturdenkmale in Wülperode sind alle Kulturdenkmale in Wülperode, einem Ortsteil der Gemeinde Osterwieck (Landkreis Harz), aufgelistet. Grundlage ist das Denkmalverzeichnis des Landes Sachsen-Anhalt, das auf Basis des Denkmalschutzgesetzes des Landes Sachsen-Anhalt vom 21. Oktober 1991 durch das Landesamt für Denkmalpflege und Archäologie Sachsen-Anhalt erstellt und seither laufend ergänzt wurde (Stand: 31. Dezember 2021).
Zurück zur Hauptliste

## Kulturdenkmale
| Lage                      | Bezeichnung                   | Beschreibung                                                                               | Erfassungs- nummer | Ausweisungsart | Bild           |
| ------------------------- | ----------------------------- | ------------------------------------------------------------------------------------------ | ------------------ | -------------- | -------------- |
| (Karte)                   | Grabstein                     | Der Grabstein für Ritter Hackelberg befindet sich an der Dorfstraße gegenüber der Scheune. | 094 02077          | Baudenkmal     | Weitere Bilder |
| (Karte)                   | Kirche                        | Die Gutskirche wurde im späten 17. Jahrhundert erbaut.                                     | 094 02065          | Baudenkmal     | Weitere Bilder |
| Am Goldbach 29            | Bauernhaus                    | nach neuer Nummerierung Lage unklar                                                        | 094 02074          | Baudenkmal     |                |
| Am Goldbach 30            | Wohn- und Geschäftshaus       | Weberhaus, nach neuer Nummerierung Lage unklar                                             | 094 02073          | Baudenkmal     |                |
| Dorfstraße 4 (Karte)      | Bauernhaus                    | „Zur Alten Tischlerei“, ehemals Dorfstraße 20                                              | 094 02101          | Baudenkmal     | Bauernhaus     |
| Dorfstraße 3 (Karte)      | Bauernhaus                    | ehemals Dorfstraße 21                                                                      | 094 02102          | Baudenkmal     | Bauernhaus     |
| Dorfstraße 35 (Karte)     | Bauernhaus                    |                                                                                            | 094 02098          | Baudenkmal     | Weitere Bilder |
| Dorfstraße 11, 12 (Karte) | Bauernhaus                    |                                                                                            | 094 02067          | Denkmalbereich | Weitere Bilder |
| Dorfstraße (Karte)        | Schäferhaus                   |                                                                                            | 094 02096          | Baudenkmal     | BW             |
| Im Winkel 28              | Bauernhaus                    | nach neuer Nummerierung Lage unklar                                                        | 094 02076          | Baudenkmal     |                |
| Im Winkel 43              | Wohn- und Geschäftshaus       | Weberhaus, nach neuer Nummerierung Lage unklar, Im Winkel 3 ?                              | 094 02072          | Baudenkmal     |                |
| Schulstraße 1 (Karte)     | Scheune                       | große Scheune gegenüber der Kirche                                                         | 094 02066          | Baudenkmal     | Weitere Bilder |
| Schulstraße 2 (Karte)     | Bauernhaus                    | ehemals Schulstraße 38 ? Zwei Gebäude, parallel zueinander                                 | 094 02070          | Baudenkmal     | Weitere Bilder |
| Schulstraße 3 (Karte)     | Bauernhaus                    | ehemals Schulstraße 39                                                                     | 094 02071          | Baudenkmal     | Weitere Bilder |
| Schulstraße 9 (Karte)     | ehemalige Schule              | ehemals Schulstraße 47, heute Dorfgemeinschaftshaus                                        | 094 02068          | Baudenkmal     | Weitere Bilder |
| Steinstraße 17            | Bauernhaus                    | nach neuer Nummerierung Lage unklar                                                        | 094 02100          | Baudenkmal     |                |
| Wülperoder Straße (Karte) | Grenzzaun mit KfZ-Sperrgraben | Grenzsicherungsanlage, am 9. Mai 2016 als Denkmal ausgewiesen                              |                    | Baudenkmal     | Weitere Bilder |

- siehe auch: Liste der Kulturdenkmale in Osterwieck

## Legende
In den Spalten befinden sich folgende Informationen:
- Lage: Nennt den Straßennamen und wenn vorhanden die Hausnummer des Kulturdenkmals. Die Grundsortierung der Liste erfolgt nach dieser Adresse. Der Link „Karte“ führt zu verschiedenen Kartendarstellungen und nennt die geographischen Koordinaten.
Link zu einem Kartenansichtstool, um Koordinaten zu setzen. In der Kartenansicht sind Baudenkmale ohne Koordinaten mit einem roten bzw. orangen Marker dargestellt und können in der Karte gesetzt werden. Baudenkmale ohne Bild sind mit einem blauen bzw. roten Marker gekennzeichnet, Baudenkmale mit Bild mit einem grünen bzw. orangen Marker.
- Offizielle Bezeichnung: Nennt den Namen, die Bezeichnung oder zumindest die Art des Kulturdenkmals und verlinkt, soweit vorhanden, auf den Artikel zum Objekt.
- Beschreibung: Nennt bauliche und geschichtliche Einzelheiten des Kulturdenkmals, vorzugsweise die Denkmaleigenschaften.
- Erfassungsnummer: Für jedes Kulturdenkmal wird in Sachsen-Anhalt eine 20stellige Erfassungsnummer vergeben. Die letzten zwölf Ziffern werden für die Untergliederung nach Teilobjekten genutzt und werden nur angegeben, soweit vergeben. In dieser Spalte kann sich folgendes Icon  befinden, dies führt zu Angaben zu diesem Baudenkmal bei Wikidata.
- Ausweisungsart: Die Einordnung des Denkmales nach § 2 Abs. 2 DenkmSchG LSA
- Bild: Ein Bild des Denkmales, und gegebenenfalls einen Link zu weiteren Fotos des Kulturdenkmals im Medienarchiv Wikimedia Commons. Wenn man auf das Kamerasymbol klickt, können Fotos zu Kulturdenkmalen aus dieser Liste hochgeladen werden: